# Indianer auf Pferden
Indianer auf Pferden ist ein expressionistisches Gemälde von August Macke aus dem Jahr 1911. Es entstand in der Zeit, als der Künstler vom Kubismus beeinflusst war und sich über seinen Freund Franz Marc dem Blauen Reiter annäherte. Das Bild gehört heute zur Sammlung der Städtischen Galerie im Lenbachhaus, München.

## Hintergrund und Beschreibung
August Mackes Werk ist in der Technik Ölmalerei auf Holz, ausgeführt und hat die Maße 44 × 60 cm. Das Bild kam von der Bernhard und Elly Koehler Stiftung 1965 ins Lenbachhaus. Dort trägt es die Inventarnummer G 13327.
Das Bild entstand wahrscheinlich im Sommer 1911 in Bonn, ob es aber vor oder nach Mackes Aufenthalt in Sindelsdorf bei seinem Freund Franz Marc gemalt wurde, ist unklar. Helmut Friedel und Annegret Hoberg vermuten, dass das Bild bei einem Besuch von Franz Marc bei den Mackes in Bonn auf seiner Rückreise von London nach München entstand, als beide Künstler gemeinsam in Mackes Atelier arbeiteten. Auf jeden Fall bewegte sich Macke damit vorübergehend in den inneren Kreis des Blauen Reiters, in dem gerade eine Debatte über die Verwendung der Farbe geführt wurde. Im Werk August Mackes stellt dieses Bild nach Ansicht des Kunsthistorikers Hans Christoph von Tavel neben seinen beiden anderen Indianerbildern Indianer (Sammlung Rudolf-August Oetker, Inv.-Nr. 1241) und Reitende Indianer beim Zelt (Galerie im Lenbachhaus München), eher etwas Ausgefallenes dar, denn im Gegensatz zu seinen anderen Bildern schuf er diese nicht nach der Natur, sondern aus der „geistigen Vergegenwärtigung von Naturvölkern“. Gustav Vriesen sieht das Bild isoliert in Mackes Werk. Der Künstler habe sich damit an die Kunst von Franz Marc und Wassily Kandinsky des Jahres 1911 angelehnt, allerdings ohne „fördernden Zustrom“, eher als „Irritation“ und „vorübergehendes Abweichen“ von seiner Richtung der Malerei.
Das Landschaftsbild zeigt drei Menschen und zwei Pferde. Im Hintergrund befinden sich spitze und runde Berge mit dunklem und gelben Himmel, davor sind Hütten erkennen. Die Figuren sind „Indianer“, wie Macke sie sich vorstellte. Zwei sitzen auf Pferden, der Dritte hält eine mit blauen, weißen und roten Federn geschmückte Lanze. Die Konturen sind scharf gemalt, die Farben hingegen verlaufen in den flächigen Bereichen, wie es für Mackes Malerei typisch ist. Manches erinnert an die Werke und den Einfluss von Franz Marc, so die dunkel glühende Fantasielandschaft, die formelhaften Flächen und die schrägen nach links geneigten Bäume. Aber Macke verarbeitete hier auch erstmals Einflüsse aus dem Kubismus, allerdings in „gedämpfter Form“. Nach Ansicht des Kunsthistorikers Johannes Langner gibt es hier ebenfalls die für den Kubismus charakteristische „schematisierte plastische Form“ und „einen Schub der Energien, die nach links drängen“, erkennbar an den diagonalen Elementen der Komposition. Mackes Auffassung von Kubismus war aber weicher und malerischer als die seiner Kollegen, sie erinnert eher, im Gegensatz zu den Bildern von Marc, an eine Art eigenen Fauvismus, wie er von den Malerkollegen der Neuen Künstlervereinigung München bis etwa 1910 vertreten wurde. Auch das Motiv in Mackes Bild, der „edle Wilde“, hat einen Bezug zum Kubismus. Es ist die Sehnsucht nach dem Paradies, die seit Paul Gauguin im Bewusstsein europäischer Avantgardisten enthalten war und den Wunsch hatte, aus den europäischen künstlerischen Traditionen auszubrechen und sich mit dem Exotischen zu beschäftigen. Die Kunsthistorikerin Rosel Gollek zitiert August Macke mit den Worten Malen sei für ihn „ein Durchfreuen der Natur“. Bestand bei seinen Künstlerkollegen des Blauen Reiters „ein schwer vermittelbarer geistiger Anspruch“, so herrscht bei Macke der „Zauber einer Stimmung, ein märchenhaft mythischer Klang voller Poesie“.

## Ausstellungen (Auswahl)
Quelle: Der Blaue Reiter im Lenbachhaus München
- Die Erste Ausstellung der Redaktion Der Blaue Reiter. 18. Dezember 1911 bis 1. Januar 1912 in der Modernen Galerie Heinrich Thannhauser, München (danach ging das Bild auf eine Ausstellungstournee des Blauen Reiters durch Deutschland)
- Erster deutscher Herbstsalon. Berlin 1913
- Der Sturm. Berlin 1914
- Freie Sezession-Sommerausstellung. Berlin 1920
- August Macke. Den Haag, Zürich, Braunschweig,  Münster 1953, 1954, 1957
- The Blue Rider Group. London-Edinburgh 1960
- Der Blaue Reiter und sein Kreis. Winterthur 1961
- Der Blaue Reiter. 21. November 1986 bis 15. Februar 1987 im Kunstmuseum Bern
- August Macke und Franz Marc. Eine Künstlerfreundschaft. 9. September 2014 bis 4. Januar 2015 im Kunstmuseum Bonn und vom 28. Januar bis 3. Mai 2015 in der Städtischen Galerie im Lenbachhaus, München (Gedächtnisausstellung zum 100. Todestag Mackes)[8]

## Weblink
- Abbildung mit Rahmen und Kurzbeschreibung kunstbeziehung.de